# 浍北之战
浍北之战，指前362年，魏国和韩赵联军的一场战役。
前363年，秦国出兵攻击魏国少梁，赵国和韩国联军出兵救援魏国。前362年，魏国大将公叔痤在浍水北岸大胜韩赵联军，生擒赵国大将乐祚。魏惠王赏他百万亩田，公叔痤推辞，说过去是吴起的教导，现在是部下巴宁、爨襄之功。于是巴宁、爨襄获赏十万亩，吴起的后代获赏二十万亩，公叔痤获赏四十万亩。秦乘魏与韩、赵战于浍水之机，以庶长国为将，再次攻击魏国少梁，击败魏军，俘其主将公孙痤，并占领繁庞。
魏国虽战胜韩、赵两国，却被秦国击败。